# Stipa splendens
Stipa splendens är en gräsart som beskrevs av Carl Bernhard von Trinius. Stipa splendens ingår i släktet fjädergrässläktet, och familjen gräs. Inga underarter finns listade i Catalogue of Life.